# Meister des Jüngsten Gerichts von Lüneburg
Als Meister des Jüngsten Gerichts von Lüneburg wird der spätgotische Maler bezeichnet, der um 1495 im Rathaus von Lüneburg ein Wandgemälde mit einer Darstellung des Jüngsten Gerichts gemalt hat. Der namentlich nicht bekannte Maler schuf ein Bild von Christus als Weltenrichter umgeben von Maria, Johannes, Jakobus und Moses. Es sollte die Ratsherren zu gerechtem Urteil, aber auch Barmherzigkeit mahnen. Wie die Bilder des Meisters der Goslarer Sibyllen in der ehemaligen Ratsstube in Goslar ist das Werk des Meisters des Jüngsten Gerichts von Lüneburg ein Beispiel profaner Raumkunst der Spätgotik in Deutschland.

## Das Lüneburger Jüngste Gericht
Das großformatige auf Eichenholz gemalte Lünettenbild des Jüngsten Gerichts in Lüneburg ist in dem heute als Gerichtslaube bekannten Teil, dem ehemaligen Ratssaal im ersten Obergeschoss des Rathauses, oberhalb zweier auf Rundstützen aus Backstein ruhenden Segmentbögen eingespannt. Es stellt das Weltgericht durch nur wenige Personen dar. Im Mittelteil sitzt Christus auf einem Regenbogen, mit Lilie und Schwert als Zeichen seines Richtertums. Er ist umgeben von vier Figuren, Maria und Johannes als Fürsprecher, Jakobus und Moses tragen Spruchbänder in lateinischer Sprache, die mit Nachdruck den Betrachter zu gerechtem und rechtmäßigem Handeln auffordern. Es ist wohl anzunehmen, dass ein mittelalterlicher Richter in Lüneburg das über dem Eingang zum Saal angebrachte Bild bei Sitzungen dort immer ermahnend vor Auge hatte.

## Das Jüngste Gericht als bürgerliches Gerechtigkeitsbild
Im kirchlichen Bereich zählen Darstellungen des Jüngsten Gerichtes zu einem der weit verbreiteten Motive der mittelalterlichen christlichen Kunst. In der Spätgotik und weiter der Renaissance sind dann Ausmalungen mit ähnlichen Gerechtigkeitsbildern und Rechtsallegorien auch in Rathäusern wie z. B. heute noch in Augsburg oder Amsterdam zu finden. Wie auch in Lüneburg sollten sie Erinnerung, Belehrung und Warnung der Obrigkeit zu Gerechtigkeit sein, zeigen aber auch das steigende Selbstbewusstsein der bürgerlichen Vertreter der Gerichtsbarkeit im Spannungsfeld von göttlicher und kirchlicher oder weltlicher adeliger und städtischer Autorität. Auch die bürgerlichen Repräsentanten erlauben sich nun eine reiche Ausschmückung ihrer Räume in einer von ihnen bestimmten allegorischen Sprache. So wählten sie in Lüneburg ein Motiv, das zeigt, dass alleine eine strenge, unbestechliche und gerechte Rechtsprechung das Wohl der Allgemeinheit und somit letztendlich auch das des Individuums bewahren kann.